# Christian Dalmose
Christian Dalmose (født 17. august 1968 i Brøndby) er en dansk håndboldtræner og tidligere håndboldspiller, han blev i 2013/14 cheftræner for Viborg HK's dameligahold, efter at have været vikarierende træner for holdet i slutningen af 2012/13-sæsonen . Han havde ellers en kontrakt med Vendsyssel Håndbold for tre sæsoner, men den blev han købt fri af.  Dalmoses Viborg tid endte dog brat, da han i februar 2015 blev fyret efter fem tabte kampe.

## Klubber som spiller
Dalmose har spillet for følgende klubber.
- Ajax København
- Virum
- Lyngby

## Klubber som træner
Dalmose har været træner for følgende klubber.
- 1998-2001: Lyngby (mænd)
- 2001-2003: Ikast-Bording EH (kvinder)
- 2004-2007: Aalborg DH (kvinder)
- 2007-2013: Ajax København (mænd)
- 2013-2015: Viborg HK (kvinder)
- 2015-2016: Siofok KC (kvinder)
- 2016-: TMS Ringsted (mænd)